# باليجورسكيت
باليغورسكايت أو أتابولغايت هو مغنزيوم ألمينوم فيللوسيليكات، لديه الصيغة التالية: (Mg,Al)2Si4O10(OH)•4(H2O) يوجد في نوع من التربة الطينية مشهورة في جنوب شرق الولايات المتحدة. وهي أحد أنواع تربة القصّارين. تتواجد بعض الترسبات الأصغر لهذا المعدن في المكسيك، حيث يقتصر استخدامه هنالك على صناعة صباغ مايا الأزرق Maya Blue في العصور ما قبل الكولومبية.

## الخصائص
وَحْل أتابولغايت هو مركب من سميكتايت وباليغورسكايت. سميكتايت هي عبارة عن شبكية وحل متوسعة والتي أحد أسمائها الجنيسة المعروفة هي بينتونايت. باليغورسكايت هو شكل بلوري شبيه بالإبر المنتصبة وهو لا ينتفخ أو يتمدد. يشكل أتابولغايت بِنى هلامية في الماء العذب والمالح عبر تشكيل بنية شبكية من الجسيمات التي تتصل عبر روابط هيدروجينية.

## الاستعمال الطبي
يستخدم أتابولغايت بشكل واسع في الطب. يؤخذ عن طريق الفم، يرتبط فيزيائياً إلى الحموض والمواد السامة في المعدة والسبيل الهضمي. ويستخدم كمضاد للإسهال أيضاً، يُعتقد بأنه يعمل عن طريق امتزاز الجراثيم التي من الممكن أن تُسبب الإسهال. ولهذا السبب، فإنه يستخدم في العديد من الأدوية المضادة للإسهال. يُستخدم منذ عقود لمعالجة الإسهال.
حتى عام 2003، فإن دواء كاوبيكتات المُسوّق في الولايات المتحدة كان يحتوي أيضاً على أتابولغايت. ولكن مع مرور الوقت فإن إدارة الغذاء والدواء الأميركية وعلى نحو ارتجاعي رفضت الدراسات الطبية التي تظهر فعاليته، مسمين تلك الدراسات بغير الكافية. تغيرت صيغة دواء كاوبيكتات في الولايات المتحدة إلى تحت صفصافات البزموت (البزموت الوردي). في العام التالي (2004)، تم إجراء تغيير إضافي على لصاقة الدواء؛ منذ ذلك الحين فإن كاوبيكتات لم يعد يوصى به للأطفال تحت سن 12 سنة. ومع ذلك مايزال كاوبيكتات بمشاركة أتابولغايت متوفراً في كندا وأماكن أخرى.